# Fritz Benscher
Friedrich „Fritz“ Benscher (13 de noviembre de 1904 - 10 de marzo de 1970) fue un actor, presentador y director de nacionalidad alemana.

## Biografía
Nacido en Hamburgo, Alemania, Fritz Benscher era el más joven de los tres hijos de Gotthard y Pauline Benscher, un matrimonio rico y burgués de origen judío. Estudió entre 1910 y 1914 en la escuela privada Gustav Bertram, y después en la Escuela Talmud Tora de Hamburgo. Siguiendo los deseos de su padre, debía estudiar comercio para trabajar en la empresa de su padre, dedicada al cuero. Sin embargo, el adolescente eligió la carrera de actor. Desde 1921 trabajó en el Landestheater de Oldemburgo, y a partir de 1924 en Hamburgo, primero como extra en el Hamburger Volksoper. Posteriormente obtuvo compromisos en el Schilleroper de Hamburgo y en el Metropol-Theater de Berlín. A veces utilizó el nombre artístico Fritz Bernd, y trabajó en obras como Los bandidos y Die keusche Susanne.
Al mismo tiempo, Benscher entró en contacto con la entonces joven industria radiofónica. En 1926 trabajó como locutor de la Nordische Rundfunk AG, compañía fundada en 1924 en Hamburgo.
Además de su trabajo teatral, Benscher tuvo igualmente éxito como artista de cabaret y como presentador de diferentes espectáculos.

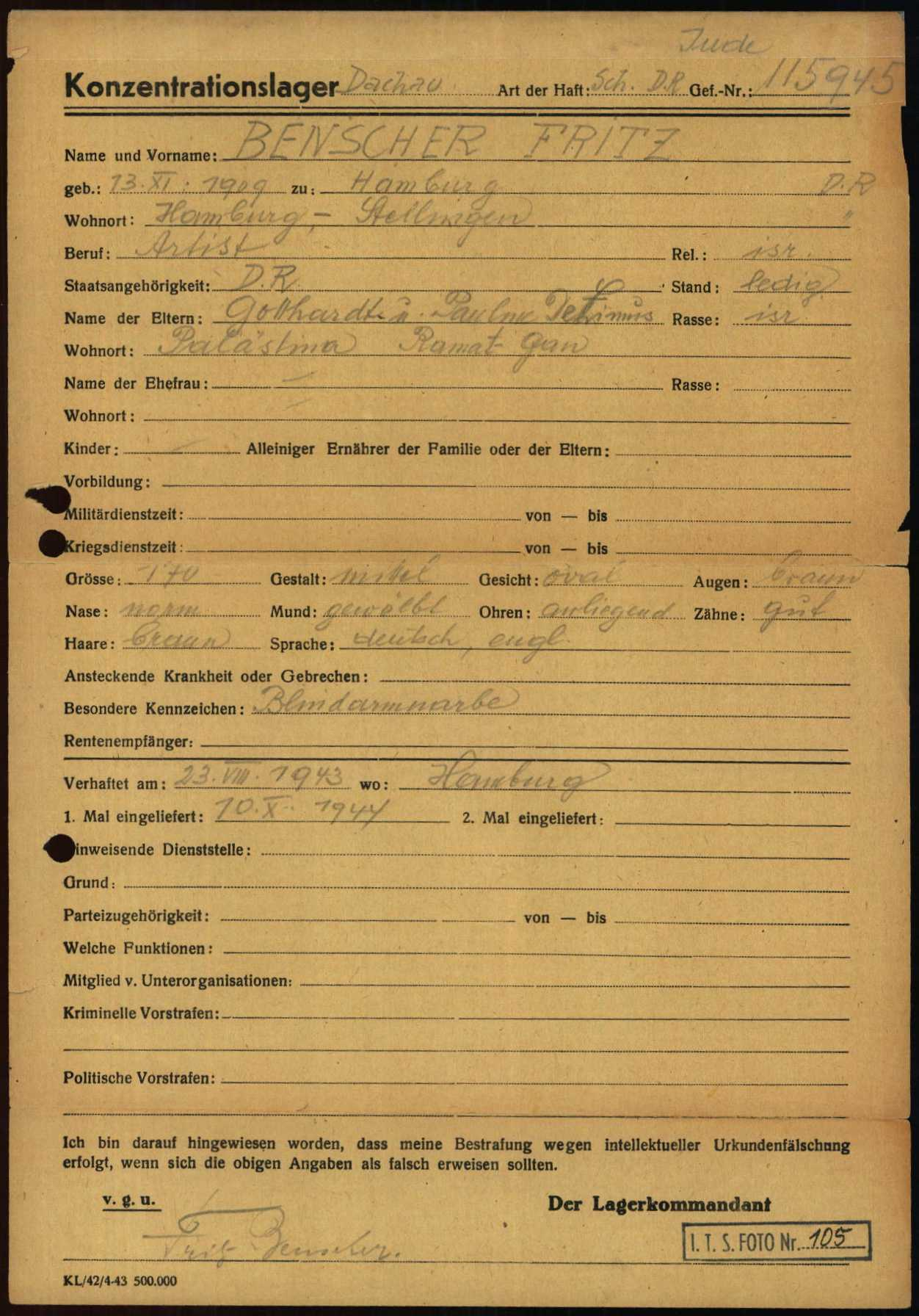
Formulario de registro de Fritz Benscher como prisionero en el campo de concentración nazi de Dachau. El año de nacimiento es incorrecto.

Tras la llegada al poder del nazismo en 1933, a Benscher se le prohibió actuar por ser judío. Por ello hizo un intento fallido de emigrar a los Estados Unidos, y en 1935 se integró en la Jüdischer Kulturbund en Hamburgo, una organización de autoayuda para judíos afectados por la prohibición. La compañía de su padre sufrió un proceso de Aryanización (expulsión del personal no ario de la misma). Finalmente, Benscher hubo de trabajar como carpintero de ataúdes en el Cementerio de Hamburgo-Stellingen. Sin embargo, en junio de 1943 fue deportado por los nazis al Campo de concentración de Theresienstadt, y en septiembre de 1944 a Auschwitz. Presumiblemente en enero de 1945 fue trasladado al campo de concentración de Dachau, de donde fue liberado el 1 de mayo de 1945.
Fritz Benscher fue tras su liberación a la cercana Múnich, donde estableció su domicilio. El mismo mayo, gracias a Klaus Brill, al que había conocido en Hamburgo, obtuvo trabajo en Radio München, la precursora de Bayerischer Rundfunk. Brill ocupó a Benscher primero como locutor, dándole más adelante la oportunidad de trabajar como director.
En la primera década tras finalizar la guerra, vio su trabajo como parte de la reeducación política. Hizo campaña contra el militarismo y el nazismo, contra el Wiederbewaffnung y a favor de la objeción de conciencia, y en 1950 firmó el Stockholmer Appell contra el armamento atómico. Además, ganó una demanda contra el diario de extrema derecha National Zeitung, tras unos comentarios despectivos sobre las emisiones radiofónicas musicales. Pero Benscher sufrió a lo largo de toda su vida secuelas físicas y psicológicas de su internamiento en los campos de concentración: insomnio, pesadillas y ansiedad que en 1957 desembocaron en un colapso.
Fritz Benscher diseñó y produjo numerosos programas de entretenimiento para la Bayerischen Rundfunk. En 1955 desarrolló el show Nimm’s Gas weg, y a partir de 1959 Gute Fahrt, el primer programa de Bayerischen Rundfunk dedicado a los automovilistas. Benscher fue presentador del show hasta su muerte en el año 1970.
Otra importante faceta de su carrera fue el radioteatro, para el cual trabajó como dramaturgo, director y locutor en más de 100 producciones. Así, dirigió la  comedia Die schöne Lügnerin, de Just Scheu y Ernst Nebhut, dando voz a Talleyrand.
Desde finales de la década de 1950 trabajó para la televisión en programas como Tick-Tack-Quiz (1958 a 1967), Der Schlüssel zum Glück (1959) y el programa de tarde Wie kamen Sie darauf? (1961), del que fue presentador.
Desde el año 1949 también actuó en varios largometrajes y en producciones televisivas, como el film de 1949 Der Ruf, de Fritz Kortner, o el de 1953 interpretado por Hans Albers Käpt’n Bay-Bay. También actuó en el telefilm Streichquartett, escrito por S.Z. Sakall, y en el que participaban los actores Dieter Hildebrandt y Ursula Noack. En 1968 participó en la serie televisiva Hafenkrankenhaus, protagonizada por Anneli Granget.
El 27 de junio de 1950 se casó con Annemarie (nombre artístico Tamara) Moser (nacida en 1927), a quien había conocido en 1947 como estudiante de teatro. Los padrinos de la boda fueron el director Wilm ten Haaf y el actor Heinz Leo Fischer. El matrimonio, que no tuvo hijos, duró hasta la muerte de Benscher.
El 10 de marzo de 1970, Benscher falleció como resultado de un ataque al corazón sufrido unos días antes en una clínica de Múnich, Alemania, y fue enterrado en el Cementerio Nordfriedhof de Múnich.

## Filmografía
- 1949 : Der Ruf, de Josef von Báky
- 1950 : So sind die Frauen, de Joe Stöckel
- 1950 : Vom Teufel gejagt, de Viktor Tourjansky
- 1953 : Käpt’n Bay-Bay, de Helmut Käutner
- 1953 : Jonny rettet Nebrador, de Rudolf Jugert
- 1954 : Gefangene der Liebe, de Rudolf Jugert
- 1957 : Der Bauerndoktor von Bayrischzell, de Hans Schott-Schöbinger
- 1962 : Farbenfrohe Stadt (corto), de Georg Tressler
- 1962 : Streichquartett (TV), de Georg Marischka
- 1962 : Annoncentheater – Ein Abendprogramm des deutschen Fernsehens im Jahre 1776 (TV), de Helmut Käutner
- 1963 : Reporter (TV), de Michael Kehlmann
- 1963 : Mamselle Nitouche (TV), de Paul Verhoeven
- 1963 : Er soll dein Herr sein (TV)
- 1964 : Kennen Sie Heberlein? (TV), de Rolf von Sydow
- 1965 : Tausend Takte Übermut, de Ernst Hofbauer
- 1966 : Komm mit zur blauen Adria, de Lothar Gündisch
- 1966 : Der Nachtkurier meldet (serie TV), de Michael Braun (un episodio)
- 1967 : Im weißen Rößl (TV), de Hans Dieter Schwarze
- 1967 : Hulla di Bulla (TV), de Georg Marischka
- 1967 : Ein Genie wird verkannt (TV), de Kurt Wilhelm
- 1968 : Hafenkrankenhaus (serie TV), de Erich Neureuther (un episodio)
- 1968 : Hauptstraße Glück (serie TV), de Franz Marischka
- 1971 : Toni und Veronika (serie TV), de Gerhart Lippert

## Radio

### Director
- 1946 : Was der Mensch säet
- 1946 : Das Gespenst von Canterville
- 1946 : Der Revisor
- 1946 : Die Illegalen
- 1946 : Der düstere Sonntag des Willibald Schmidt
- 1946 : Kolportage
- 1947 : Der Tod des alten Schauspielers
- 1947 : Die Abenteuer des braven Soldaten Schwejk (3 partes)
- 1947 : Don Quijote de la Mancha
- 1948 : Der fliegende Geheimrat
- 1948 : Die Sonntagsfrau
- 1948 : Sturm im Wasserglas
- 1948 : Der Prozeß Mary Dugan
- 1948 : Ankunft bei Nacht
- 1948 : Galileo Galilei
- 1948 : Der neue Mantel
- 1948 : Prossy's Mam
- 1949 : Sie lebten mit uns
- 1949 : Menschen im Hotel
- 1949 : Frauen verlieren den Kopf
- 1949 : Ein Hundeleben
- 1949 : Schiff ohne Hafen
- 1949 : Das vergessene Wort
- 1950 : Was sagen die Götter dazu?
- 1950 : Kaspar Hauser
- 1950 : Der meergrüne Smaragd
- 1950 : Aufstand der Landstreicher
- 1951 : Gerechtigkeit für Parnell
- 1951 : Am Ende der Straße
- 1951 : Mathes sieht in die Zukunft
- 1951 : Der Windhund
- 1951 : Der Engel und das Ekel
- 1952 : Der letzte König
- 1952 : Eine komplizierte Geschichte
- 1952 : Der Taugenichts von Clochemerle
- 1952/1953 : Celia und ihre Abenteuer (3 episodios)
- 1953 : Dreimal Lachsschinken
- 1953 : Queen Victoria - One Penny
- 1953 : Das Streichholz ohne Kopf
- 1953/1954 : Meisterdetektiv Camel Bluff (7 partes)
- 1954 : Dem Reißer entsprungen
- 1954 : Der Mann, der seine Ruhe haben wollte
- 1954 : Zweimal Napoleon
- 1954 : Knackt Jack den Wunderschrank
- 1954 : Nachtausgabe
- 1955 : Mr. X klopft an die Tür
- 1955 : Es war ganz einfach
- 1955 : Aber, aber, Herr Inspektor
- 1955 : Sein milder Tag
- 1955 : Die rächende Nemesis
- 1955 : Der Feuersalamander
- 1956 : Der Geist des Benjamin Sweet
- 1956 : Kleinigkeiten - großgeschrieben
- 1956 : Nachts in Manhattan
- 1956 : Der Admiral
- 1956 : Das schmutzigste Geschäft
- 1957 : Der Mann im Keller
- 1957 : Die heimliche Hose
- 1957 : Wenn sich die Türen schließen
- 1957 : Der Hoffnungsstrahl
- 1957 : Rigi-Besteigung vor 80 Jahren
- 1958 : Ein Star wird nicht geboren
- 1959 : Das Pflichtmandat
- 1959 : Der Hochzeitstag
- 1964 : Die schwarze Dame
- 1964 : Ein unmöglicher Mensch
- 1964 : Die Brüder
- 1964 : Sieben dänische Doggen
- 1967 : Ein Fall für Dr. Dahlberg (2 partes)
- 1968 : Das Wasser ist naß

### Director y locutor
- 1947 : Talmas Ende
- 1951 : Der Streik der Ganoven
- 1951 : Die traurige Geschichte einer Chance
- 1952 : Ein Mord für die Welt
- 1952 : Nicki und das Paradies in Gelb
- 1952 : Der Mann mit dem Zylinder
- 1953 : Der Herr von Paris
- 1953 : Die Hundepension
- 1954 : Ily und Rily
- 1954 : Matt in drei Zügen
- 1955 : Das Alibi
- 1955 : Die schöne Lügnerin
- 1955 : Sonderabteilung K VII
- 1955 : Albert Graves ist mein Name
- 1955 : Die Juwelenkitty
- 1956 : Der vierte Mann
- 1957 : Der siebente Schleier
- 1958 : Täter gesucht!
- 1961 : Der große Fang (8 partes)
- 1965 : Der Augenzeuge

### Únicamente locutor
- 1947 : Der Teufel stellt Monsieur Darcy ein Bein, dirección de Paul Verhoeven
- 1947 : Auch eine kleine Stadt, dirección de Fritz Mellinger
- 1947 : Indizien, dirección de Kurt Wilhelm
- 1947 : Göttin, versuche die Menschen nicht, dirección de Helmut Brennicke
- 1948 : Herr Bergström hat geklingelt, dirección de Kurt Wilhelm
- 1948 : Ak und die Menschheit, dirección de Walter Ohm
- 1948 : Das Lied von Bernadette, dirección de Walter Ohm
- 1949 : So war Mama, dirección de Heinz-Günter Stamm
- 1949 : Das Gamma-X-Projekt, dirección de Kurt Wilhelm
- 1949 : Brumml-G'schichten, episodio Devisen, dirección de Kurt Wilhelm
- 1950 : Damals in Kongalonga, dirección de Axel von Ambesser
- 1950 : Pique-Dame, dirección de Heinz-Günter Stamm
- 1950 : Drei Männer im Schnee, dirección de Teinz-Günter Stamm
- 1950 : Das Zeitalter der Angst, dirección de Hannes Küpper
- 1950 : Ein Sommernachtstraum, dirección de Heinz-Günter Stamm
- 1950 : Der hohle Zahn, dirección de Heinz-Günter Stamm
- 1950 : Die Konferenz der Tiere, dirección de Kurt Wilhelm
- 1950 : Einer zahlt seine Schuld, dirección de Heinz-Günter Stamm
- 1950 : Regentropfen, dirección de Kurt Wilhelm
- 1950 : Der Kater Tom und der Mann mit der weißen Weste, dirección de Kurt Wilhelm
- 1951 : Wilhelm Tell, dirección de Hannes Küpper
- 1951 : Hamlet, Prinz von Dänemark, dirección de Hannes Küpper
- 1951 : Pit und Fonso, episodio SOS Mädchenraub, dirección de Willy Purucker
- 1951 : Die verlorenen Jahre, dirección de Heinz-Günter Stamm
- 1951 : Romeo und Julia auf Kreta, dirección de Otto Kurth
- 1951 : Europa hat nichts zu lachen, dirección de Kurt Wilhelm
- 1952 : Wendemarke, dirección de Gert Westphal
- 1952 : Kleider ohne Leute, dirección de Gert Westphal
- 1952 : Pit und Fonso, episodio Irrtum um Mitternacht, dirección de Willy Purucker
- 1952 : Ein idealer Gatte, dirección de Heinz-Günter Stamm
- 1952 : Das kleine Hofkonzert, dirección de Heinz-Günter Stamm
- 1952 : Jim und Jill, dirección de Heinz-Günter Stamm
- 1952 : Brumml-G'schichten, episodio Pension Fortuna, dirección de Olf Fischer
- 1952 : Brumml-G'schichten, episodio Die Erbfolge, dirección de Olf Fischer
- 1953 : Spiel im Schloß, dirección de Heinz-Günter Stamm
- 1953 : Die Sensationsnachricht, dirección de Gustav Machatý
- 1954 : Parken verboten, dirección de Heinz-Günter Stamm
- 1954 : Der Hauptmann von Köpenick, dirección de Heinz-Günter Stamm
- 1955 : Ich wünsche mir einen Mann, dirección de Heinz-Günter Stamm
- 1955 : Hundert Minuten zu früh, dirección de Heinz-Günter Stamm
- 1955 : Geld spielt keine Rolle, dirección de Kurt Reiss
- 1955 : Nie wieder Schlaf, dirección de Hellmuth Kirchammer
- 1955 : The Importance of Being Earnest, dirección de Heinz-Günter Stamm
- 1956 : John Every oder Wieviel ist der Mensch wert, dirección de Werner Finck
- 1957 : Der Deputierte von Ploudalmezo, dirección de Gert Westphal
- 1958 : Dickie Dick Dickens, dirección de Walter Netzsch
- 1959 : Neues von Dickie Dick Dickens!, dirección de Walter Netzsch
- 1959 : Die Lokalbahn, dirección de Hermann Wenninger
- 1960 : Dickie Dick Dickens - wieder im Lande, dirección de Walter Netzsch
- 1961 : Alarm, dirección de Walter Netzsch
- 1961 : Die Stunde Null war drei Uhr fünfzehn, dirección de Walter Netzsch
- 1963 : Gestatten, mein Name ist Cox – Die kleine Hexe, dirección de Walter Netsch
- 1964 : Auftrag für Quentin Barnaby. Aus den Tagebüchern eines Branddetektivs, dirección de Walter Netzsch
- 1965 : Gestatten, mein Name ist Cox, episodio Eine reizende Abendgesellschaft, dirección de Walter Netzsch
- 1966 : Ein gutgekleideter Herr, dirección de Walter Netzsch